# Heunisch-Guss
Die Gießerei HEUNISCH GmbH besteht aus vier Gießereien in Deutschland und der Tschechischen Republik. Der Hauptsitz ist in Bad Windsheim in Bayern. Das Unternehmen beschäftigt an allen Standorten ca. 1300 Mitarbeiter.

## Geschichte
1980 entstand aus dem Konkurs der Landmaschinenfabrik Schmotzer die Gießerei HEUNISCH GmbH. Vier Jahre später wurde die Gießerei Hofmann GmbH, Bad Windsheim übernommen. Durch den Erwerb der Slévárna Aš in Tschechien, begann im Jahr 1992 die mechanische Bearbeitung in Krásná, Tschechische Republik. 1998 wurde die Gießerei Steinach in Thüringen übernommen und 2001 die mechanische Bearbeitung in Krásná, Tschechische Republik erweitert. 2003 kam es zur Verschmelzung der beiden Gießereien in Bad Windsheim. 2006 wurde die Gießerei Zetor übernommen und in Slévárna Heunisch Brno s.r.o. umfirmiert. Im Jahr 2014 firmierte die Slévárna Heunisch a.s. in Slévárna Heunisch s.r.o. um.

## Standorte
Die Standorte der Gießereien sind
- Bad Windsheim (zugleich Firmensitz, Zentraler Vertrieb und Administration),
- Steinach in Thüringen,
- Brno (Brünn), Tschechische Republik
- Aš (Asch), Tschechische Republik.

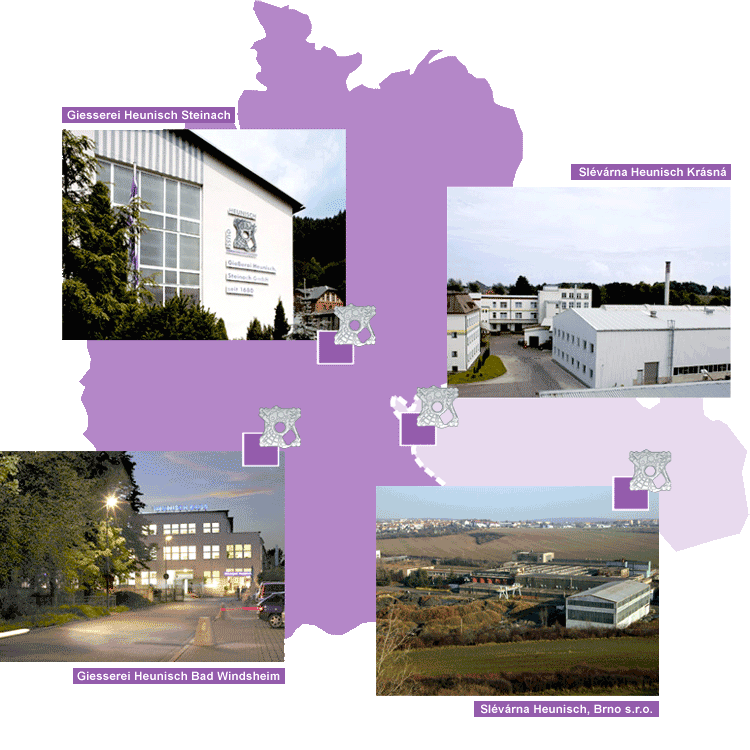
Standorte der Heunisch-Guss GmbH

Des Weiteren unterhält die Firma Vertretungen in Frankreich, Russland und Skandinavien.

## Struktur
Die Gießerei HEUNISCH GmbH ist eine Gesellschaft mit beschränkter Haftung und unterhält folgende Unternehmen (Stand 2017):
- Gießerei HEUNISCH GmbH Bad Windsheim (Stammsitz mit Fertigung, Administration und zentralem Vertrieb.) (100 %)
- Gießerei HEUNISCH GmbH Steinach / Thüringen (100 %)
- Slévárna HEUNISCH s.r.o. Krásná Tschechische Republik (100 %)
- Slévárna HEUNISCH Brno s.r.o. (ehemals Zetor) (100 %)

Geschäftsführende Gesellschafter des Unternehmens sind    Christiane Heunisch-Grotz und   Christian Gerhäuser.

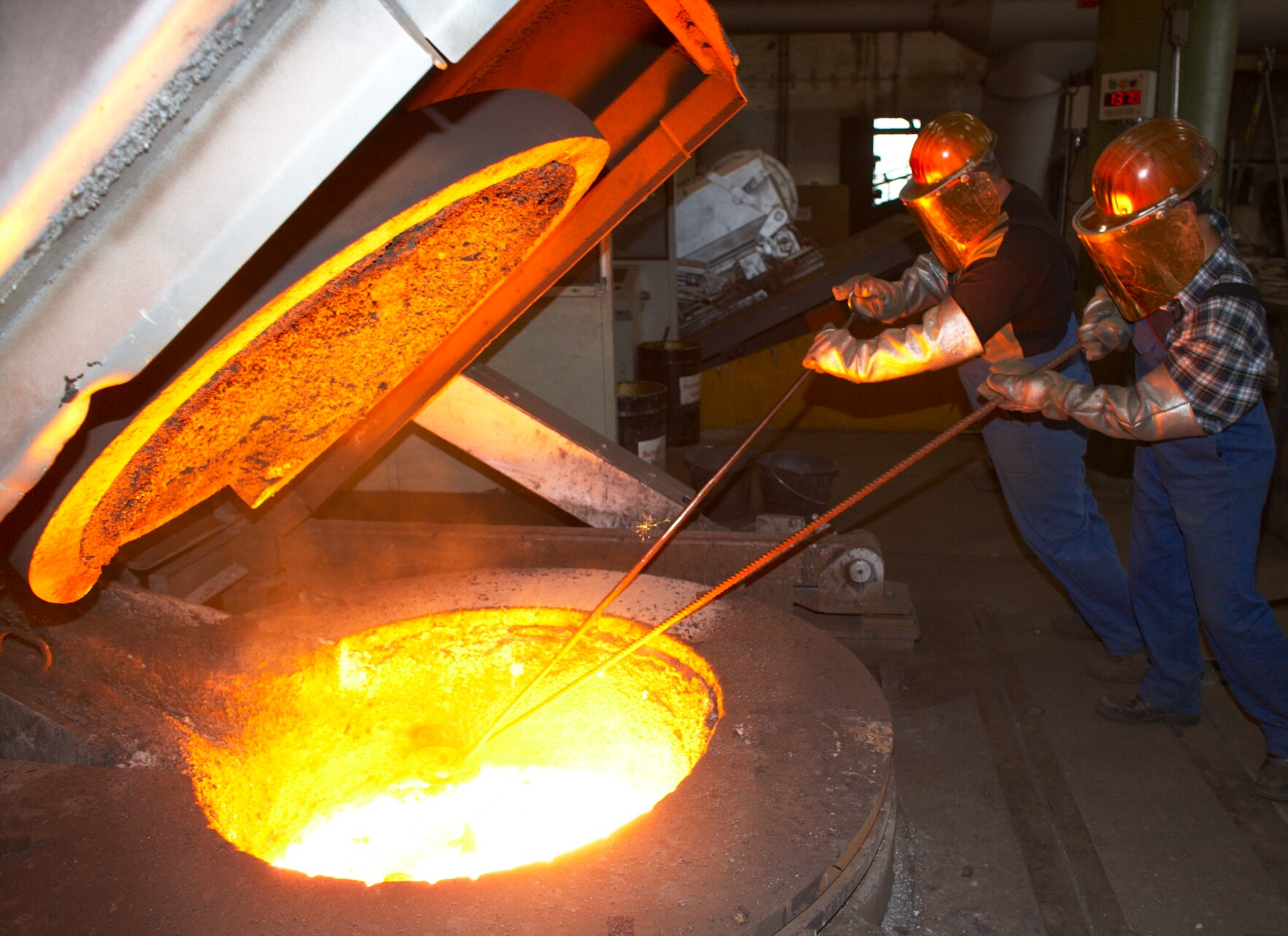
Arbeiter am Elektroschmelzofen

## Produkte
Die Firma beschäftigt sich mit der Herstellung von Gussstücken aus Lamellengraphitguss (Grauguss), Kugelgraphitguss (Sphäroguss) Ductile Eisen, Gusseisen mit Vermiculargraphit (Vermicularguss) und Aluminiumguss in marktüblichen Legierungsvarianten sowie der Bearbeitung der Gussstücke aus Aluminium und Grauguss.

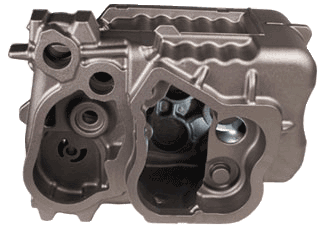
Gussteil roh, unbearbeitet

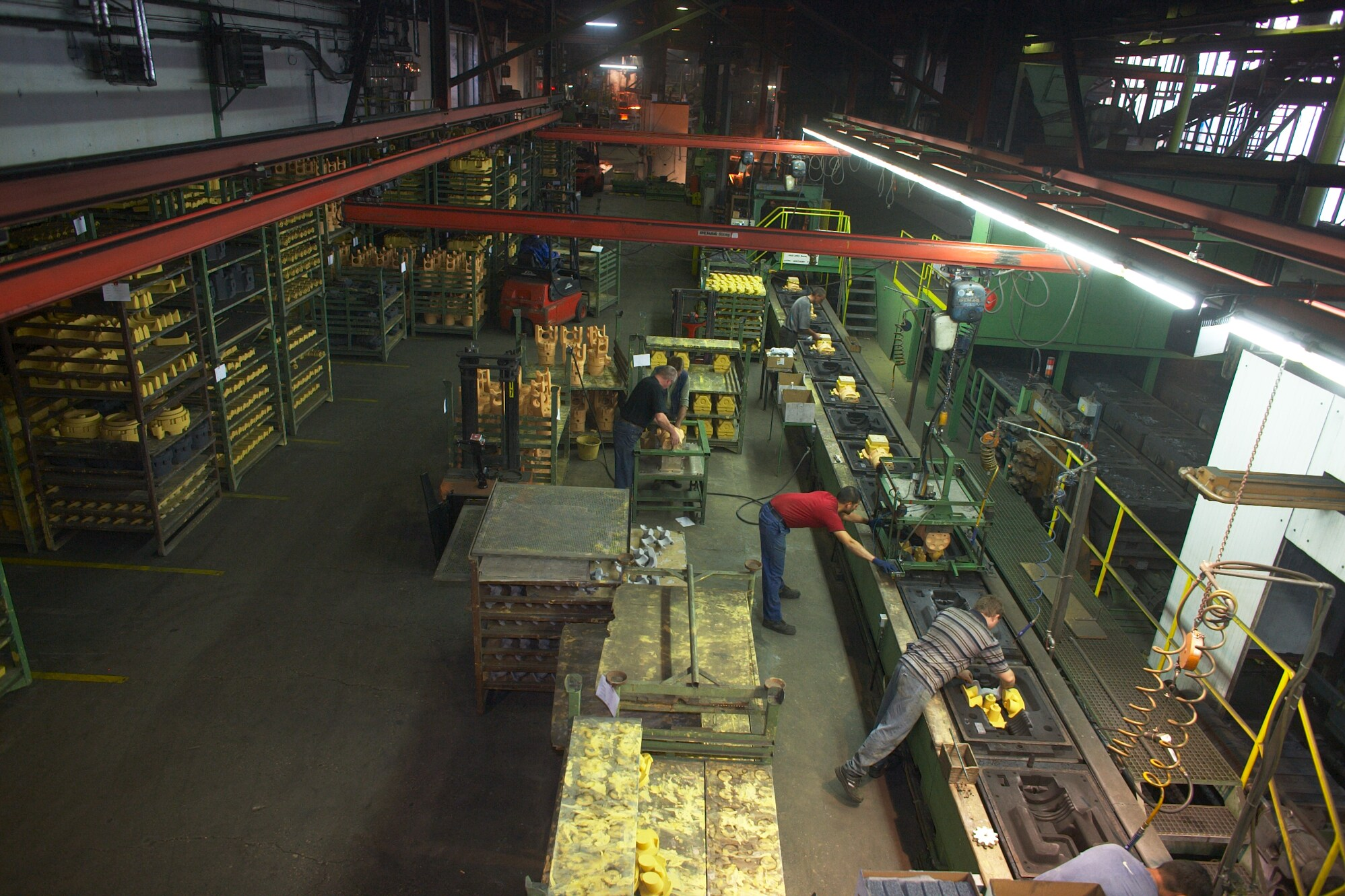
Arbeiter an Kerneinlegestrecke / Maschinenformung

## Normen/Bereiche
Heunisch ist in folgenden Normen/Bereichen zertifiziert:
- ISO 9001
- IATF 16949
- ISO 14001
- ISO 50001
- Druckgeräterichtlinie 2014/68/EU Anhang I, Kap. 4. 3. TÜV Rheinland
- Bureau Veritas BV Mode II
- DNV GL
- Lloyd’s Register of Shipping